# Solenopsis foersteri
Solenopsis foersteri är en myrart som beskrevs av Théobald 1937. Solenopsis foersteri ingår i släktet eldmyror, och familjen myror. Inga underarter finns listade i Catalogue of Life.